# 朱光宇
朱光宇（1526年—1588年），字德明，號文麓（或文川），河南開封府祥符縣人，民籍，明朝政治人物。

## 生平
嘉靖四十三年（1564年）甲子科河南鄉試第十二名舉人。嘉靖四十四年（1565年）中式乙丑科會試第五十一名，三甲第一百八十五名進士。礼部观政，隆慶二年（1568年）四月授户部主事，五年三月改山西道御史，差巡按贵州，六年六月养病。万历三年（1575年）六月復除浙江道，八月差巡按福建，四年三月患病致仕。十一年七月起用，十二月差巡视京营，十四年三月差南京畿道刷卷，十六年四月卒。

## 家族
曾祖朱璘；祖父朱弘，壽官；父朱鎰，贈户部主事；前母高氏；許氏，贈安人。兄光先、弟光口。